# Single Parents
Single Parents es una serie de televisión americana estrenada el 26 de septiembre de 2018 en ABC. La serie está protagonizada por Taran Killam, Leighton Meester, Kimrie Lewis, Brad Garrett, Jake Choi, Marlow Barkley, Tyler Wladis, Devin Trey Campbell, Mia Allan y Ella Allan, y sigue a un grupo de adultos que deben aventurarse en la paternidad soltera con sus hijos pequeños. El 17 de octubre de 2018, la serie fue ordenada para una temporada completa de 22 episodios, más un episodio adicional que eleva el orden a 23 episodios. El 21 de mayo de 2020, la serie fue cancelada tras dos temporadas.
En España, se estrenó el 8 de enero de 2019 en Fox Life. En Latinoamérica se estrenó el 7 de mayo de 2019 en Fox Premium Series.

## Sinopsis
La serie comienza cuando el grupo conoce a Will, un hombre de 30 años que ha estado tan concentrado en criar a su hija que ha perdido de vista quién es como hombre. Cuando los otros padres solteros ven lo lejos que han llegado en la madriguera del conejo de PTA, los padres y las princesas Will, se unen para sacarlo al mundo de las citas y hacer que se dé cuenta de que ser un gran padre no significa sacrificar todo lo que tiene que ver con tu propia identidad.

## Reparto
- Taran Killam como Will Cooper[10]
- Leighton Meester como Angie[10]
- Brad Garrett como Douglas[10]
- Kimrie Lewis como Poppy[1]
- Jake Choi como Miggy[1]
- Marlow Barkley como Sophie Cooper
- Tyler Wladis como Graham
- Devin Trey Campbell como Rory
- Mia Allan como Emma
- Ella Allan como Amy

## Episodios
| Temporada | Temporada | Episodios | Episodios | Emisión original         | Emisión original   |
| Temporada | Temporada | Episodios | Episodios | Primera emisión          | Última emisión     |
| --------- | --------- | --------- | --------- | ------------------------ | ------------------ |
|           | 1         | 23        | 23        | 26 de septiembre de 2018 | 8 de mayo de 2019  |
|           | 2         | 22        | 22        | 25 de septiembre de 2019 | 13 de mayo de 2020 |

## Recepción

### Recepción crítica
Sobre la agregación de revisiones de Rotten Tomatoes, la serie tiene un índice de aprobación del 78% con una calificación media de 6,42/10, basado en 9 revisiones. Metacritic, que utiliza un promedio ponderado, asignó a la serie una puntuación de 67 sobre 100 basada en 10 críticos, lo que indica "revisiones generalmente favorables".

### Audiencias

#### Temporada 1
| N.º | Título                                                                  | Fecha de emisión         | ÍA/CP (18–49) | Audiencia (millones) | DVR (18–49) | Audiencia DVR (millones) | Total (18–49) | Audiencia total (millones) |
| --- | ----------------------------------------------------------------------- | ------------------------ | ------------- | -------------------- | ----------- | ------------------------ | ------------- | -------------------------- |
| 1   | «Pilot»                                                                 | 26 de septiembre de 2018 | 1.3/6         | 4.91                 | 0.9         | 2.52                     | 2.2           | 7.43                       |
| 2   | «Sleepover Ready»                                                       | 3 de octubre de 2018     | 1.1/5         | 4.23                 | 0.7         | 1.75                     | 1.8           | 5.98                       |
| 3   | «A Leash Is Not A Guinea Pig»                                           | 10 de octubre de 2018    | 1.0/4         | 3.64                 | 0.6         | 1.63                     | 1.6           | 5.28                       |
| 4   | «Beyoncé Circa Lemonade»                                                | 17 de octubre de 2018    | 0.9/4         | 3.48                 | 0.6         | 1.39                     | 1.5           | 4.87                       |
| 5   | «Politician, Freemason, Scientist, Humorist and Diplomat, Ben Franklin» | 24 de octubre de 2018    | 1.0/5         | 3.74                 | 0.6         | 1.42                     | 1.6           | 5.16                       |
| 6   | «Lettuce»                                                               | 31 de octubre de 2018    | 0.9/4         | 3.65                 | 0.6         | 1.48                     | 1.5           | 5.13                       |
| 7   | «They Call Me DOCTOR Biscuits!»                                         | 7 de noviembre de 2018   | 1.0/5         | 3.78                 | 0.6         | 1.42                     | 1.6           | 5.20                       |
| 8   | «The Beast»                                                             | 28 de noviembre de 2018  | 0.9/4         | 3.35                 | 0.5         | 1.47                     | 1.4           | 4.82                       |
| 9   | «Ronald Reagan’s White House Collectible Pen»                           | 5 de diciembre de 2018   | 0.8/3         | 3.31                 | 0.5         | —                        | 1.3           | —                          |
| 10  | «The Magic Box»                                                         | 12 de diciembre de 2018  | 0.9/4         | 3.57                 | 0.6         | 1.39                     | 1.5           | 4.96                       |
| 11  | «That Elusive Zazz»                                                     | 9 de enero de 2019       | 0.8/3         | 3.04                 | 0.5         | 1.41                     | 1.3           | 4.45                       |
| 12  | «All Aboard The Two-Parent Struggle Bus»                                | 16 de enero de 2019      | 0.8/4         | 2.98                 | 0.5         | 1.31                     | 1.3           | 4.29                       |
| 13  | «Graham D’Amato: Hot Lunch Mentalist»                                   | 23 de enero de 2019      | 0.7/3         | 2.75                 | 0.5         | 1.39                     | 1.3           | 4.14                       |
| 14  | «The Shed»                                                              | 30 de enero de 2019      | 0.8/4         | 3.28                 | 0.5         | 1.25                     | 1.3           | 4.53                       |
| 15  | «A Cash-Grab Cooked Up By the Crepe Paper Industry»                     | 13 de febrero de 2019    | 0.6/3         | 2.60                 | 0.4         | 1.16                     | 1.0           | 3.76                       |
| 16  | «John Freakin' Stamos»                                                  | 20 de febrero de 2019    | 0.7/3         | 2.68                 | 0.5         | 1.21                     | 1.2           | 3.89                       |
| 17  | «Summer of Miggy»                                                       | 27 de febrero de 2019    | 0.7/3         | 2.85                 | 0.5         | 1.18                     | 1.2           | 4.03                       |
| 18  | «A Radiant Cloak of Sexual Irresistibility»                             | 13 de marzo de 2019      | 0.8/4         | 3.32                 | 0.5         | 1.20                     | 1.3           | 4.52                       |
| 19  | «Win a Lunch with KZOP's Will Cooper!»                                  | 20 de marzo de 2019      | 0.7/4         | 3.05                 | 0.5         | 1.15                     | 1.2           | 4.20                       |
| 20  | «Raining Blood»                                                         | 3 de abril de 2019       | 0.7/3         | 3.08                 | 0.5         | 1.14                     | 1.2           | 4.22                       |
| 21  | «Joust!»                                                                | 10 de abril de 2019      | 0.8/4         | 3.16                 | 0.4         | 1.14                     | 1.2           | 4.30                       |
| 22  | «Lance Bass Space Cump»                                                 | 1 de mayo de 2019        | 0.7/3         | 2.88                 | 0.4         | —                        | 1.1           | —                          |
| 23  | «Ketchup»                                                               | 8 de mayo de 2019        | 0.7/3         | 2.63                 | 0.4         | 1.11                     | 1.1           | 3.74                       |

#### Temporada 2
| N.º | Título                                      | Fecha de emisión         | ÍA/CP (18–49) | Audiencia (millones) | DVR (18–49) | Audiencia DVR (millones) | Total (18–49) | Audiencia total (millones) |
| --- | ------------------------------------------- | ------------------------ | ------------- | -------------------- | ----------- | ------------------------ | ------------- | -------------------------- |
| 1   | «Summer of Freedom»                         | 25 de septiembre de 2019 | 0.7/4         | 2.82                 | 0.5         | 1.26                     | 1.2           | 4.08                       |
| 2   | «Graham Fought the Bones and the Bones Won» | 2 de octubre de 2019     | 0.7/4         | 2.86                 | 0.5         | 1.06                     | 1.2           | 3.92                       |
| 3   | «Derek Sucks»                               | 9 de octubre de 2019     | 0.7/4         | 2.68                 | 0.5         | 1.05                     | 1.1           | 3.73                       |
| 4   | «Big Widow Wives»                           | 16 de octubre de 2019    | 0.7/4         | 2.77                 | 0.4         | 1.02                     | 1.1           | 3.79                       |
| 5   | «Sport»                                     | 23 de octubre de 2019    | 0.6/3         | 2.46                 | 0.3         | 0.92                     | 0.9           | 3.38                       |
| 6   | «Welcome to Hell, Sickos!»                  | 30 de octubre de 2019    | 0.6/3         | 2.66                 | 0.5         | 1.04                     | 1.1           | 3.71                       |
| 7   | «Xander and Camille»                        | 6 de noviembre de 2019   | 0.6/3         | 2.60                 | 0.5         | 1.08                     | 1.1           | 3.68                       |
| 8   | «Every Thursday Should Be Like This»        | 20 de noviembre de 2019  | 0.6/3         | 2.57                 | 0.4         | 1.14                     | 1.0           | 3.71                       |
| 9   | «A Place Where Men Can Be Men»              | 4 de diciembre de 2019   | 0.6/3         | 2.54                 | 0.4         | 1.17                     | 1.0           | 3.71                       |
| 10  | «Good Holidays to You»                      | 11 de diciembre de 2019  | 0.6/4         | 3.01                 | 0.4         | 1.02                     | 1.0           | 4.03                       |
| 11  | «The Angie-Man»                             | 8 de enero de 2020       | 0.9/5         | 3.33                 | 0.4         | 1.19                     | 1.3           | 4.52                       |
| 12  | «Welcome to Hilltop!»                       | 15 de enero de 2020      | 0.6/3         | 2.44                 | 0.4         | 1.12                     | 1.0           | 3.56                       |
| 13  | «Chunkies»                                  | 22 de enero de 2020      | 0.6/3         | 2.41                 | 0.4         | 1.06                     | 0.9           | 3.47                       |
| 14  | «Yarn and Pebbles»                          | 29 de enero de 2020      | 0.5/3         | 2.38                 | 0.4         | 1.00                     | 0.9           | 3.39                       |
| 15  | «Chez Second Grade»                         | 12 de febrero de 2020    | 0.6           | 2.44                 | 0.4         | —                        | 1.0           | —                          |
| 16  | «Hip$ for Dolores»                          | 19 de febrero de 2020    | 0.6           | 2.19                 | 0.4         | —                        | 1.0           | —                          |
| 17  | «Untz, Untz, Untz»                          | 26 de febrero de 2020    | 0.5           | 2.26                 | 0.4         | 0.98                     | 0.9           | 3.24                       |
| 18  | «Oh Dip, She's Having a Baby»               | 15 de abril de 2020      | 0.5           | 2.48                 | 0.4         | 1.09                     | 0.9           | 3.57                       |
| 19  | «A Night in Camarillo»                      | 22 de abril de 2020      | 0.5           | 2.37                 | 0.3         | 1.05                     | 0.8           | 3.42                       |
| 20  | «Look, This is Obviously a Sexy Situation»  | 6 de mayo de 2020        | 0.6           | 2.79                 | 0.3         | 0.90                     | 0.9           | 3.69                       |
| 21  | «A Night of Delicate Frenching»             | 6 de mayo de 2020        | 0.4           | 2.22                 | 0.4         | 0.90                     | 0.8           | 3.13                       |
| 22  | «No. Wait. What? Hold On.»                  | 13 de mayo de 2020       | 0.5           | 2.26                 | —           | —                        | —             | —                          |